# Aristida dewinteri
Aristida dewinteri là một loài thực vật có hoa trong họ Hòa thảo. Loài này được Giess mô tả khoa học đầu tiên năm 1971.